# José Ignacio Pérez de Arrilucea Tejedor
José Ignacio Pérez de Arrilucea Tejedor, més conegut com a Iñaki, (Sant Sebastià, 10 d'octubre de 1959) és un exfutbolista basc de la dècada de 1980.
Podia jugar tant a la posició de defensa central com a la de centrecampista defensiu. Basc de naixement, desenvolupà la major part de la seva carrera futbolística a terres catalanes. Es formà al futbol base de la Reial Societat de Sant Sebastià, però no arribà a debutar amb el primer equip. Passà per l'Aurrerá d'Ondarroa i el 1982 fitxà pel Gimnàstic de Tarragona a Segona B, romanent-hi dues temporades. L'any 1984 arribà al RCD Espanyol de la mà de Xabier Azkargorta. Jugà al club durant sis temporades, disputant 150 partits de lliga. Arribà a la final de la Copa de la UEFA la temporada 1987-88, però també va viure un descens a Segona Divisió i un ascens a Primera les seves dues darreres temporades a l'entitat. L'any 1990 marxà a la UE Sant Andreu on jugà dues temporades més, fins a l'any 1992, en el qual penjà les botes després d'enfrontar-se amb l'entrenador Jordi Gonzalvo.